# Counting Crows
I Counting Crows sono un gruppo musicale statunitense formatosi a San Francisco nel 1991. Sono tra i gruppi che ha riportato in auge il rock americano classico caratteristico di gruppi degli anni sessanta come Creedence Clearwater Revival, The Band o Little Feat, conosciuto anche come roots rock rinnovato dal gruppo grazie alla lezione dei R.E.M.
La popolarità della band ha avuto inizio nel 1993, anno dell'uscita del singolo Mr. Jones, presente, poi, nell'album d'esordio August and Everything After.

## Storia del gruppo
I Counting Crows nacquero a San Francisco, in California, dall'idea del cantante Adam Duritz e del chitarrista David Bryson, che facevano parte, entrambi, della band The Himalayans. Inizialmente, infatti, si trattò di un duo acustico. Il pezzo Round Here degli Himalayans è stato, infatti, pubblicato dalla nuova band nell'album d'esordio. Il nome della band, Counting Crows, è tratto da One for Sorrow, una filastrocca britannica sulla superstizione di contare le gazze, un uccello della famiglia dei corvi. Duritz sentì la filastrocca nel film  Signs of Life, in cui recitava Mary-Louise Parker, amica dello stesso Duritz. Duritz e Bryson, pur con l'aggiunta di nuovi membri, decisero di mantenere il nome Counting Crows che aveva già un suo piccolo seguito nella Bay Area. La filastrocca è citata nel terzo verso della canzone A Murder of One, contenuta nell'album d'esordio August and Everything After.
Il loro genere malinconico fece breccia nei giovani della Generazione X che cercavano un'alternativa alle chitarre "cattive" della scena musicale rock di Seattle. La band, perciò, fu formata da musicisti locali e poi scritturata dalla Geffen Records.
Nel 1993, diversi mesi prima dell'uscita del loro primo disco, parteciparono alla cerimonia di premiazione della Rock and Roll Hall of Fame al posto dell'assente Van Morrison cantando il pezzo Caravan. Il primo album, August and Everything After, realizzato nel 1993 con l'aiuto di T-Bone Burnett, fu un grande successo anche grazie al singolo Mr. Jones, ispirato al padre di un amico d'infanzia di Adam, il bassista degli Himalayans Marty Jones. L'album è considerato tra i migliori album alternative rock degli anni novanta.
Lo stile del gruppo è caratterizzato dallo stile personale del cantante Adam Duritz, molto spesso paragonato a quello di Van Morrison, dall'organo gospel di Charlie Gillingham e dai contrappunti chitarristici. I testi delle canzoni, quasi tutti scritti da Duritz, narrano perlopiù fatti di vita quotidiana ambientati nella provincia americana.
Il secondo album, Recovering the Satellites del 1996, più riflessivo, non riesce ad avere il successo dell'esordio malgrado il singolo A Long December. Anche il terzo This Desert Life fallisce nel tentativo di riportare il gruppo alla ribalta, anche se apprezzato da una certa parte della critica.
Il quarto album, Hard Candy, di tre anni più tardi, contiene un paio di brani nel loro classico stile, come la title track e American Girls.
Nel 2004 hanno collaborato con la band olandese BLØF per il singolo Holiday in Spain, di gran successo in Belgio e Paesi Bassi.
Nel 2005 sono stati candidati all'Oscar per la canzone Accidentally in Love, inclusa nella colonna sonora di Shrek 2.
Saturday Nights & Sunday Mornings del 2008, album intriso di tradizione, riporta il suono del gruppo agli esordi di August.
Nel 2011 hanno pubblicato l'album August and Everything After: Live at Town Hall, composto esclusivamente dai brani del loro primo album August and Everything After suonati dal vivo in concerto tutto esaurito al Town Hall di New York; la scaletta è la stessa dell'album, tranne per Raining in Baltimore riproposta in medley con l'iniziale Round Here. Ne è stata pubblicata anche una versione in DVD, primo video ufficiale del gruppo.
Nel 2012 il gruppo pubblica un nuovo lavoro, Underwater Sunshine (Or What We Did on Our Summer Vacation).
Nell'estate 2013 hanno iniziato a scrivere materiale per il nuovo album, Somewhere Under Wonderland. In agosto, Duritz, Powers, Vickrey e Immerglück si sono riuniti a New York per dieci giorni durante i quali hanno composto sei canzoni inedite. La band ha iniziato a registrare in studio ai primi di dicembre e ha finito a gennaio 2014. Il gruppo ha firmato un contratto con la Capitol Records per la distribuzione dell'album la cui uscita era prevista per l'autunno 2014. L'8 luglio 2014 è uscito il singolo Palisades Park.
Nel maggio del 2021 hanno pubblicato il loro ottavo album in studio, Butter Miracle, Suite One, dopo sette anni dal precedente.
Il 21 febbraio 2025 pubblicano il nuovo singolo Spaceman in Tulsa, che anticipa l'album Butter Miracle, The Complete Sweets! in uscita il 9 maggio 2025 a distanza di quattro anni dal precedente. Tra giugno e novembre dello stesso anno partono poi per un lungo tour tra Nord America, Europa e Gran Bretagna, con anche una tappa a Milano.

## Formazione

### Formazione attuale
- Adam Duritz - voce, piano (1991-presente)
- David Bryson - chitarra (1991-presente)
- Charles Gillingham - tastiera, organo, fisarmonica (1991-presente)
- Dan Vickrey - chitarra (1993-presente)
- David Immerglück - chitarra, mandolino (2000-presente)
- Jim Bogios - batteria (2002-presente)
- Millard Powers - basso (2005-presente)

### Ex componenti
- Matt Malley - basso (1991-2005)
- Ben Ulrich - batteria (1991)
- Steve Bowman - batteria (1991-1994)
- Ben Mize - batteria (1994-2002)

## Discografia

### Album in studio
- 1993 – August and Everything After
- 1996 – Recovering the Satellites
- 1999 – This Desert Life
- 2002 – Hard Candy
- 2008 – Saturday Nights & Sunday Mornings
- 2012 – Underwater Sunshine (Or What We Did on Our Summer Vacation)
- 2014 – Somewhere Under Wonderland
- 2025 – Butter Miracle, The Complete Sweets!

### Album dal vivo
- 1998 – Across a Wire: Live in New York City
- 2006 – New Amsterdam: Live at Heineken Music Hall 2003
- 2008 – iTunes Live from SoHo
- 2011 – August and Everything After: Live at Town Hall
- 2013 – Echoes of the Outlaw Roadshow

### Raccolte
- 2003 – Films About Ghosts (The Best Of...)
- 2008 – Aural 6

### EP
- 2021 – Butter Miracle, Suite One

### Singoli
- 1993 – Mr. Jones
- 1994 – Round Here
- 1994 – Omaha
- 1994 – Einstein on the Beach (For an Eggman)
- 1994 – Rain King
- 1995 – A Murder of One
- 1996 – Angels of the Silences
- 1996 – A Long December
- 1997 – Daylight Fading
- 1997 – Have You Seen Me Lately?
- 1999 – Colorblind
- 1999 – Hanginaround
- 2000 – Mrs. Potter's Lullaby
- 2000 – All My Friends
- 2002 – American Girls (con Sheryl Crow)
- 2002 – Miami
- 2003 – Big Yellow Taxi (con Vanessa Carlton)
- 2003 – If I Could Give All My Love (Richard Manuel Is Dead)
- 2003 – She Don't Want Nobody Near
- 2004 – Accidentally in Love
- 2004 – Holiday in Spain (con i BLØF)
- 2008 – 1492
- 2008 – You Can't Count on Me
- 2008 – Come Around
- 2008 – When I Dream of Michelangelo
- 2012 – Untitled (Love Song)
- 2014 – Palisades Park
- 2014 – Scarecrow
- 2014 – God of Ocean Tides
- 2014 – Earthquake Driver
- 2021 – Elevator Boots
- 2023 – Almost Woke You Up (con Stephen Kellogg)
- 2025 – Spaceman in Tulsa
- 2025 – Under the Aurora

## Apparizioni in compilation
- 1997 – M.O.M., Vol. 2: Music for Our Mother Ocean

## Videografia
- 2011 – August and Everything After: Live at Town Hall